# 切り裂き魔ゴーレム
『切り裂き魔ゴーレム』（きりさきまゴーレム、The Limehouse Golem）は、2016年のイギリスのミステリ映画。監督はフアン・カルロス・メディナ、主演はビル・ナイが務めた。本作はピーター・アクロイドが1994年に発表した同名小説を原作としている。

## ストーリー
ヴィクトリア女王治世下のロンドン。ライムハウス地区に住む人々の話題は、連続殺人犯「ゴーレム」が、前日にとある一家とメイドの五人を惨殺した事件で持ちきりだった。一方その頃、警察はエリザベス（リジー）・クリーを夫殺害容疑で逮捕した。新たにゴーレム事件の担当になったジョン・キルデア刑事は、エリザベスの死んだ夫、ジョンが「ゴーレム」の容疑者の一人であることを知り、事件の真相を暴くため、牢の中にいる彼女の元を訪れる。
キルデアは図書館で、トマス・ド・クインシーの著書「芸術の一分野として見た殺人」の上に直接書き込む形で書かれた犯人の日記を発見する。最後に日記が書かれた日に図書館を訪れたのは、ジョン・クリー、カール・マルクス、ジョージ・ギッシング、ダン・リーノの4人の男性であった。キルデアは4人の中に犯人がいると確信し、彼らの筆跡のサンプルを採取しようとしたが、ジョンの筆跡だけは採取できなかった。その後、キルデアはエリザベスの裁判を傍聴しに行った。裁判中、検察官はエリザベスの悲惨な生い立ちを暴露し、彼女を侮辱する。彼女の母親は未婚のままエリザベスを出産してしまい、生活が困窮したため、エリザベスに帆布を縫う仕事をさせていたのだという。届け先である船乗りの男性たちとエリザベスの「関係」をほのめかす検察官に、彼女は母親や男性たちに虐待を受けていたことを訴える。その話を聞いたキルデアは検察官のえげつなさに怒ると共に、エリザベスに深く同情するのだった。
キルデアは、ジョンが犯人であると仮定した場合、彼の死は犯行の露呈を恐れた上での自殺であると考え、無実を証明するために調査に協力するようエリザベスを説得する。彼の言葉に心を動かされた彼女は、過去を回想する。エリザベスは母親が亡くなった後、プロンプター兼雑用係としてダン・リーノの劇場で働きはじめ、その流れで俳優の道に進むことになったのだという。夫のジョンと出会ったのもその頃で、彼は劇場に記者として取材に来ていたのだった。彼はすぐにエリザベスに惹かれ、二人はダンや劇団のメンバーと共に、あるいは二人きりで、たびたび食事に行くようになる。ある日、事故死した役者の代役として、エリザベスは舞台に立つ機会を与えられる。男装してパフォーマンスをしたところ、それが観客に大いに受け、彼女は一躍人気者になった。コメディエンヌとして人気を博したエリザベスだったが、舞台女優として活躍するための機会を窺っていた。そんな彼女に、無名の劇作家であったジョンが、新作舞台劇の主演に起用したいと申し出てきたのである。最初はその申し出を喜んでいたエリザベスだったが、ジョンが自分を口説こうとするのにはうんざりさせられた。
そんなある日、エリザベスは劇場の支配人に呼び出され、ヌードになることを強要された。その話をジョンにしたところ「僕と結婚して欲しい。そうすれば君を守ってあげられる」と言われたため、エリザベスはやむなくジョンと結婚することになった。不思議なことに、劇場の支配人はそれから数日後に亡くなってしまった。そのため、ダンがその後継として支配人に就任することになった。エリザベスはその後も順調にキャリアを積み上げていったが、ジョンの戯曲は一向に完成せず、家計はエリザベスが一人で支えている状態にあった。その結果、二人は口論を繰り返すようになり、ジョンはメイドのアヴェリンと不倫するに至った。アヴェリンはエリザベスと同じ一座の元女優で、エリザベスを常に敵対視していた人物である。
エリザベスの死刑が執行される当日、キルデアはついにジョンが連続殺人犯であるという確たる証拠を発見した。ジョンの直筆原稿の筆跡と真犯人の筆跡が一致したのである。キルデアは「これでエリザベスを救える」と歓喜し、その証拠を彼女に見せたが、そこで思わぬ真実が明らかになった。

## キャスト
- ジョン・キルデア: ビル・ナイ - 切り裂き魔ゴーレムの事件を捜査することになったベテラン刑事。
- エリザベス（リジー）・クリー: オリヴィア・クック - 夫殺しの容疑をかけられた人気女優。
- 子供時代のエリザベス: アメリア・クラウチ
- ダン・リーノ（英語版）: ダグラス・ブース - 人気俳優。リジーの師。容疑者の1人。
- ジョージ・フラッド: ダニエル・メイズ - キルデア刑事の捜査を補佐する警官。
- ジョン・クリー: サム・リード - リジーの夫。記者。無名の劇作家。容疑者の1人。
- アヴェリン・オルテガ: マリア・バルベルデ - クリー家のメイドでジョンの愛人。元女優。リジーと対立。
- アンクル: エディ・マーサン - 劇場支配人。
- カール・マルクス: ヘンリー・グッドマン - 哲学者。容疑者の1人。
- オーガスタス・ローリー: ポール・リッター
- ジョージ・ギッシング: モーガン・ワトキンス（英語版） - 作家。容疑者の1人。
- ロバーツ: ピーター・サリヴァン（英語版） - キルデアのライバルの刑事。
- ミスター・ジェラード: アダム・ブラウン（英語版）
- チャーリー: クライヴ・ブラント（英語版）

## 製作
ジェーン・ゴールドマンは脚本家デビューを果たす前から、ピーター・アクロイドの小説『切り裂き魔ゴーレム』の映画化を検討していた。2015年4月17日、アラン・リックマン、オリヴィア・クック、ダグラス・ブースが本作に出演するとの報道があった。しかし、リックマンは後にガンであることが判明し、治療に専念するために本作を降板することになった。2016年8月17日、ヨハン・セーデルクヴィストが本作で使用される楽曲を手掛けることになったと報じられた。
本作は2016年1月に亡くなったリックマンに捧げられている。

## 公開・マーケティング
2016年9月10日、本作は第41回トロント国際映画祭でプレミア上映された。2017年5月9日、本作のオフィシャル・トレイラーが公開された。

## 評価
本作は批評家から好意的に評価されている。映画批評集積サイトのRotten Tomatoesには72件のレビューがあり、批評家支持率は74%、平均点は10点満点で6.4点となっている。サイト側による批評家の見解の要約は「『切り裂き魔ゴーレム』は昔ながらのハマー・フィルム風ホラー映画であり、ヴィクトリア朝という時代の魅力を緻密に描写している。名優たちの演技も見事である。」となっている。また、Metacriticには20件のレビューがあり、加重平均値は63/100となっている。